# Niccolò Mauruzi da Tolentino
Niccolò Mauruzi, noto come Niccolò da Tolentino (Tolentino, 1350 circa – Borgo Val di Taro, 20 marzo 1435), è stato un nobile, condottiero e capitano di ventura italiano, conte di Stacciola e signore di Caldarola, Chiari e Sansepolcro.

## Biografia
Membro più celebre della famiglia dei Mauruzi, originaria di Tolentino, fuggì di casa nel 1370 per dissapori familiari ed entrò al servizio di vari capitani di ventura. Dal 1406 al 1407 fu al soldo di Cabrino Fondulo, signore di Cremona, e da quest'ultimo anno fu al servizio di Pandolfo III Malatesta, signore di Cesena e Fano.
Dopo aver ottenuto il titolo di conte con il feudo di Stacciola dal Malatesta (dal 1º agosto 1412, titolo poi confermato da papa Eugenio IV nel 1431), fu al servizio di vari Stati italiani. Signore di Sansepolcro dal 1431 per volere papale, perse il feudo l'anno seguente, quando passò al servizio della Repubblica di Firenze, della quale fu capitano delle armate dal giugno 1423 al maggio 1434, sebbene con alcuni intervalli: condottiero dell'esercito della lega pontificio-napolitana nel 1424 e capitano dell'esercito del Ducato di Milano dal 1428 al 1432.
In particolare con i fiorentini espugnò Brescia e vinse la battaglia di Maclodio (12 ottobre 1427). Per i successi riportati fu nominato capitano generale dei fiorentini nel 1431 e nel giugno dell'anno seguente fu mandato a fronteggiare Francesco Piccinino, che vinse nella battaglia di San Romano, scontro che diventerà poi tema di un famoso ciclo di tavole dipinte di Paolo Uccello.

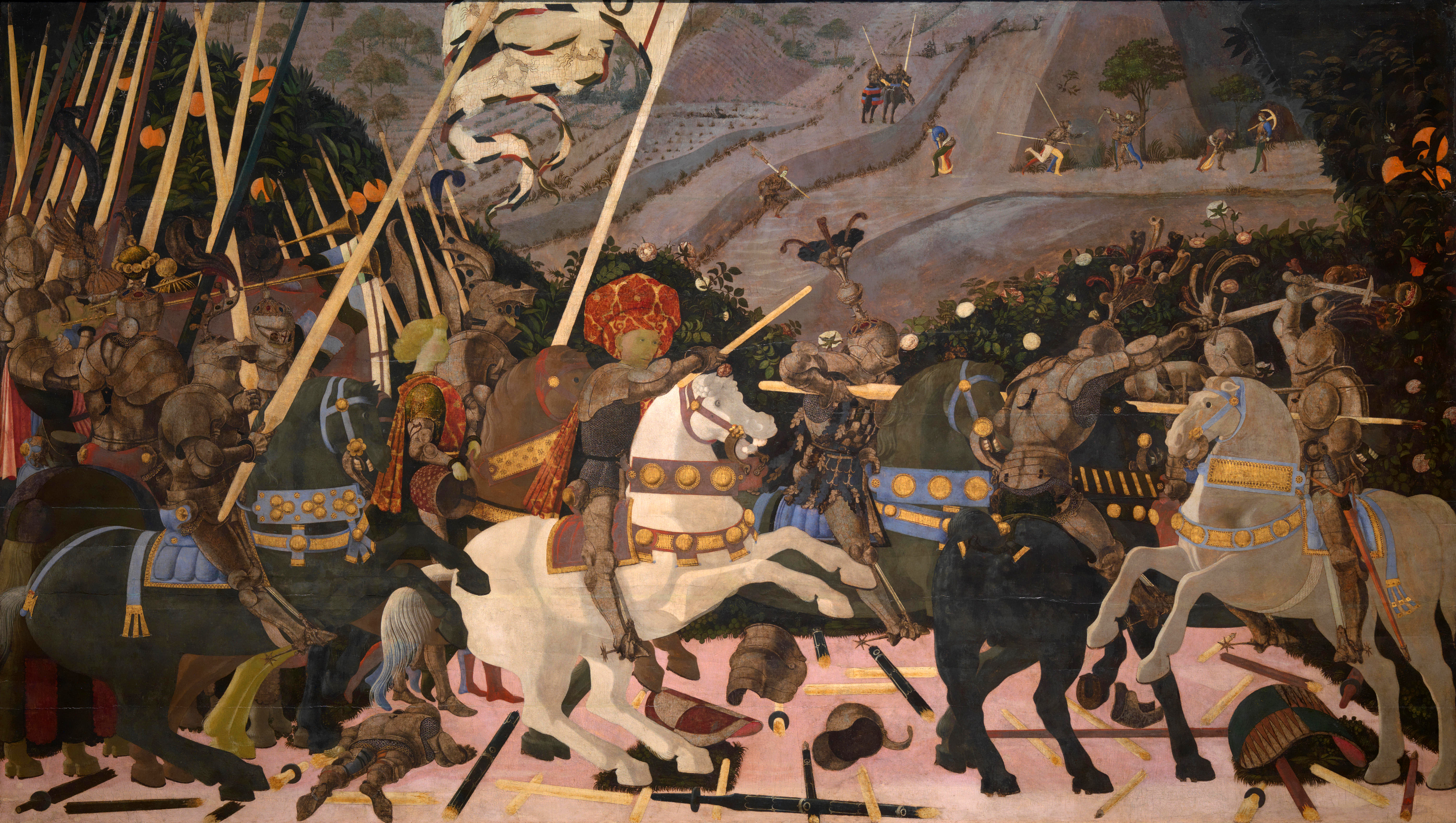
Paolo Uccello, Niccolò da Tolentino alla testa dei fiorentini, tela del trittico Battaglia di San Romano

Nel 1435 fu catturato dai Visconti e, durante uno spostamento verso Milano, a Bardi fu da essi scaraventato intenzionalmente in un burrone. Raccolto moribondo da alcuni passanti, venne da essi condotto a Borgo Val di Taro, dove morì il 20 marzo a seguito delle gravi ferite riportate. Fu sepolto nella Cattedrale di Santa Maria del Fiore di Firenze; sulla sua tomba il comune fiorentino commissionò nel 1456 ad Andrea del Castagno un affresco commemorativo.

## Discendenza
Niccolò Mauruzi ebbe tre figli naturali, in seguito tutti legittimati:
- Giovanni, il quale sposò Isotta Sforza, figlia naturale di Francesco Sforza. Fondò il ramo di Milano della famiglia, estintosi nel 1838;
- Baldovino "Baldo", che fondò il ramo di Montenovo, tuttora fiorente a Palermo e Roma;
- Cristoforo, stabilitosi a Venezia dove la famiglia era nota con il nome di "Tolentini", si imparentò con i Gabrielli e ricevette in feudo Aviano.